# Georges Goldfayn
Georges Goldfayn, född 10 mars 1933 i Paris, död 24 april 2019 i samma stad, var en fransk författare, skådespelare och filmkritiker. 

## Verksamhet
Redan i början av 1950-talet var Georges Goldfayn en del av surrealistkretsen och det som senare skulle kallas surrealismens andra generation. Tillsammans med den tjeckiske exilpoeten Jindřich Heisler gjorde Georges Goldfayn 1952 en film som tros ha förkommit men som byggde på ett synopsis av poeten och skulptören Jean-Pierre Duprey. Tillsammans med Ado Kyrou (1923–1985) och Robert Benayoun (1926–1996) svarade Goldfayn för de fem nummer som utkom av den kortlivade, surrealistiskt präglade filmtidskriften L'Âge du cinéma i början av 1950-talet. Han deltog vid samma tid i verksamheten kring det berömda galleriet À l'Étoile scellée, där André Breton var konstnärlig ledare. Tillsammans med Toyen, Radovan Ivšić, Annie Le Brun, Gérard Legrand och Pierre Peuchmaurd medverkade han också till grundandet av bokförlaget Éditions Maintenant 1972. Detta som en följd av det vakuum som uppstått efter surrealismens upplösning som grupp i slutet av 1969. Tillsammans publicerade de 1973 den kollektiva texten Le 17 Mars, åtföljd av en feuilleton théorique, en teoretisk följetong i nio kapitel med titeln Il faut tenir compte de la distance (1973–1976).

## Filmografi
- 1977 : Toute révolution est un coup de dés av Jean-Marie Straub och Danièle Huillet
- 1991 : Milena av Véra Belmont
- 2004 : Le Fantôme d'Henri Langlois av Jacques Richard